# メジャーリーグベースボールの本拠地野球場一覧

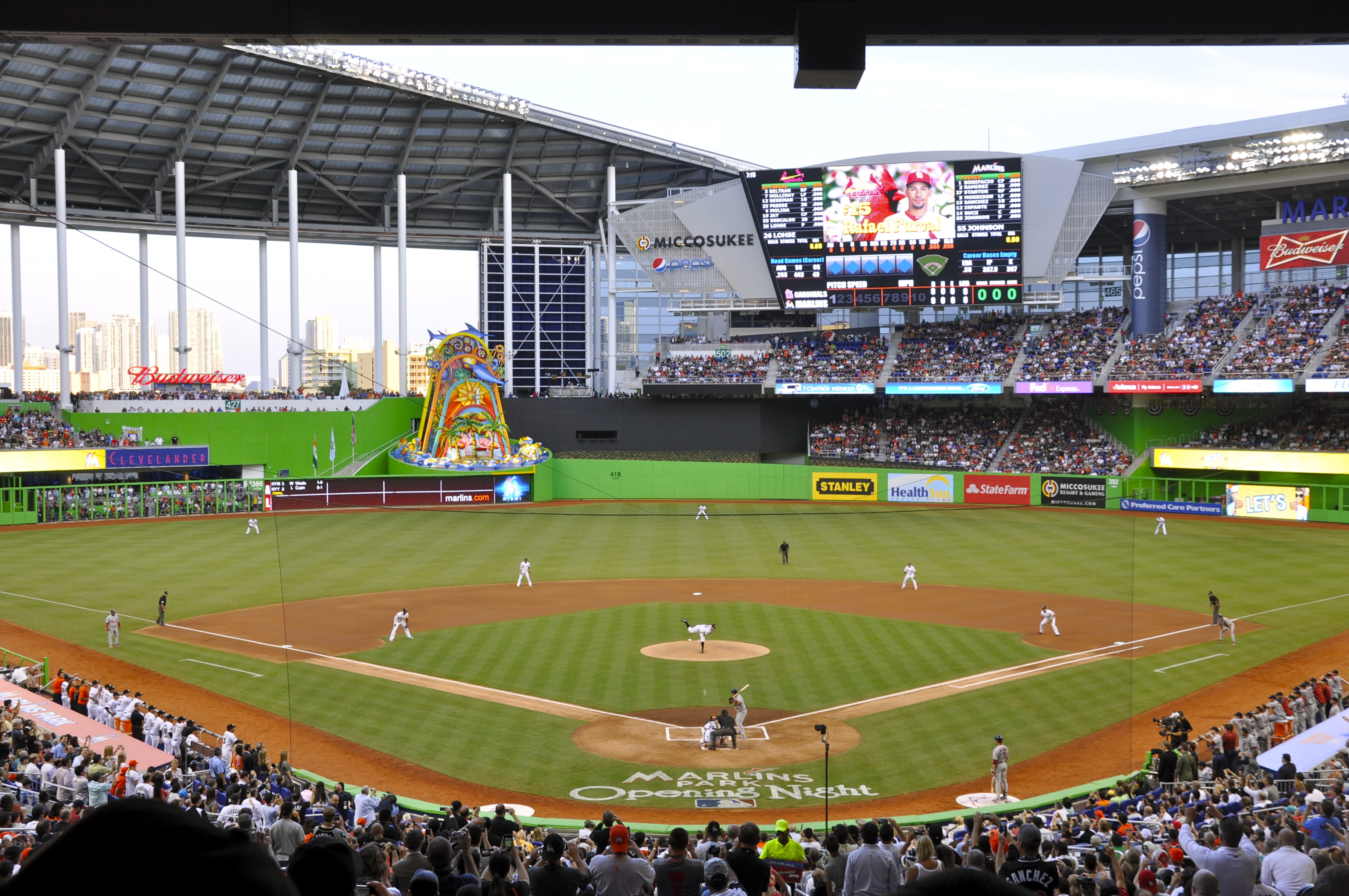
マイアミ・マーリンズの本拠地ローンデポ・パーク

メジャーリーグベースボール（MLB）の本拠地野球場の一覧は、現在のMLBチームの本拠地となっている球場ならびに過去に存在した球場の一覧。
最新の球場はテキサス・レンジャーズの本拠地で2020年に開場した、テキサス州アーリントンにあるグローブライフ・フィールドである。

## 現在のMLB本拠地球場
MLBの球場は8カ所（エンゼル・スタジアム・オブ・アナハイム、ドジャー・スタジアム、フェンウェイ・パーク、カウフマン・スタジアム、ナショナルズ・パーク、オリオール・パーク・アット・カムデン・ヤーズ、リグレー・フィールド、ヤンキー・スタジアム）を除き、企業へ命名権を販売している。リグレーは地元の個人並びに法人名から、カウフマンは初代オーナーのユーイング・カウフマンから名付けられた。フェンウェイは所有権のあった地元の不動産業者から取られている。
| 景観 | 球場名                                                                         | 収容 人数 | 所在地                                 | 芝   | 本拠地チーム                                           | 開場 年 | 球場規模                                                          | 球場デザイン            |
| ---- | ------------------------------------------------------------------------------ | --------- | -------------------------------------- | ---- | ------------------------------------------------------ | ------- | ----------------------------------------------------------------- | ----------------------- |
|      | エンゼル・スタジアム・オブ・アナハイム Angel Stadium of Anaheim                | 45,957    | カリフォルニア州 アナハイム            | 天然 | ロサンゼルス・エンゼルス                               | 1966    | 左翼 - 330 ft (100 m) 中堅 - 400 ft (120 m) 右翼 - 330 ft (100 m) | レトロモダン            |
|      | ブッシュ・スタジアム Busch Stadium                                             | 43,975    | ミズーリ州 セントルイス                | 天然 | セントルイス・カージナルス                             | 2006    | 左翼 - 336 ft (102 m) 中堅 - 400 ft (120 m) 右翼 - 335 ft (102 m) | レトロクラシック        |
|      | チェイス・フィールド Chase Field                                               | 48,519    | アリゾナ州 フェニックス                | 人工 | アリゾナ・ダイヤモンドバックス                         | 1998    | 左翼 - 330 ft (100 m) 中堅 - 407 ft (124 m) 右翼 - 334 ft (102 m) | レトロモダン 開閉式屋根 |
|      | シティ・フィールド Citi Field                                                  | 41,922    | ニューヨーク州 ニューヨーク クイーンズ | 天然 | ニューヨーク・メッツ                                   | 2009    | 左翼 - 335 ft (102 m) 中堅 - 408 ft (124 m) 右翼 - 330 ft (100 m) | レトロクラシック        |
|      | シチズンズ・バンク・パーク Citizens Bank Park                                  | 43,651    | ペンシルベニア州 フィラデルフィア      | 天然 | フィラデルフィア・フィリーズ                           | 2004    | 左翼 - 329 ft (100 m) 中堅 - 401 ft (122 m) 右翼 - 330 ft (100 m) | レトロクラシック        |
|      | コメリカ・パーク Comerica Park                                                 | 41,574    | ミシガン州 デトロイト                  | 天然 | デトロイト・タイガース                                 | 2000    | 左翼 - 345 ft (105 m) 中堅 - 420 ft (130 m) 右翼 - 330 ft (100 m) | レトロクラシック        |
|      | クアーズ・フィールド Coors Field                                               | 50,398    | コロラド州 デンバー                    | 天然 | コロラド・ロッキーズ                                   | 1995    | 左翼 - 347 ft (106 m) 中堅 - 415 ft (126 m) 右翼 - 350 ft (110 m) | レトロクラシック        |
|      | ドジャー・スタジアム Dodger Stadium                                            | 56,000    | カリフォルニア州 ロサンゼルス          | 天然 | ロサンゼルス・ドジャース                               | 1962    | 左翼 - 330 ft (100 m) 中堅 - 395 ft (120 m) 右翼 - 330 ft (100 m) | モダン                  |
|      | フェンウェイ・パーク Fenway Park                                               | 37,673    | マサチューセッツ州 ボストン            | 天然 | ボストン・レッドソックス                               | 1912    | 左翼 - 310 ft (94 m) 中堅 - 390 ft (120 m) 右翼 - 302 ft (92 m)   | ジュエルボックス        |
|      | グローブライフ・フィールド Globe Life Field                                    | 40,300    | テキサス州 アーリントン                | 人工 | テキサス・レンジャーズ                                 | 2020    | 左翼 - 329 ft (100 m) 中堅 - 407 ft (124 m) 右翼 - 326 ft (99 m)  | 開閉式屋根              |
|      | グレート・アメリカン・ボール・パーク Great American Ball Park                  | 42,319    | オハイオ州 シンシナティ                | 天然 | シンシナティ・レッズ                                   | 2003    | 左翼 - 328 ft (100 m) 中堅 - 404 ft (123 m) 右翼 - 325 ft (99 m)  | レトロモダン            |
|      | ギャランティード・レート・フィールド Guaranteed Rate Field                     | 40,615    | イリノイ州 シカゴ                      | 天然 | シカゴ・ホワイトソックス                               | 1991    | 左翼 - 330 ft (100 m) 中堅 - 400 ft (120 m) 右翼 - 335 ft (102 m) | モダン レトロクラシック |
|      | カウフマン・スタジアム Kauffman Stadium                                        | 37,903    | ミズーリ州 カンザスシティ              | 天然 | カンザスシティ・ロイヤルズ                             | 1973    | 左翼 - 330 ft (100 m) 中堅 - 410 ft (120 m) 右翼 - 330 ft (100 m) | モダン レトロ・モダン   |
|      | ローンデポ・パーク loanDepot Park                                              | 36,742    | フロリダ州 マイアミ                    | 人工 | マイアミ・マーリンズ                                   | 2012    | 左翼 - 344 ft (105 m) 中堅 - 407 ft (124 m) 右翼 - 335 ft (102 m) | 近代型 開閉式屋根       |
|      | アメリカンファミリー・フィールド American Family Field                         | 41,900    | ウィスコンシン州 ミルウォーキー        | 天然 | ミルウォーキー・ブルワーズ                             | 2001    | 左翼 - 344 ft (105 m) 中堅 - 400 ft (120 m) 右翼 - 345 ft (105 m) | レトロモダン 開閉式屋根 |
|      | ダイキン・パーク Daikin Park                                                   | 41,574    | テキサス州 ヒューストン                | 天然 | ヒューストン・アストロズ                               | 2000    | 左翼 - 315 ft (96 m) 中堅 - 409 ft (125 m) 右翼 - 326 ft (99 m)   | レトロモダン 開閉式屋根 |
|      | ナショナルズ・パーク Nationals Park                                            | 41,888    | ワシントンD.C.                         | 天然 | ワシントン・ナショナルズ                               | 2008    | 左翼 - 336 ft (102 m) 中堅 - 402 ft (123 m) 右翼 - 335 ft (102 m) | レトロモダン            |
|      | オラクル・パーク Oracle Park                                                   | 41,915    | カリフォルニア州 サンフランシスコ      | 天然 | サンフランシスコ・ジャイアンツ                         | 2000    | 左翼 - 339 ft (103 m) 中堅 - 399 ft (122 m) 右翼 - 309 ft (94 m)  | レトロクラシック        |
|      | オリオール・パーク・アット・カムデンヤーズ Oriole Park at Camden Yards         | 45,971    | メリーランド州 ボルチモア              | 天然 | ボルチモア・オリオールズ                               | 1992    | 左翼 - 333 ft (101 m) 中堅 - 400 ft (120 m) 右翼 - 318 ft (97 m)  | レトロクラシック        |
|      | ペトコ・パーク Petco Park                                                      | 41,164    | カリフォルニア州 サンディエゴ          | 天然 | サンディエゴ・パドレス                                 | 2004    | 左翼 - 334 ft (102 m) 中堅 - 396 ft (121 m) 右翼 - 322 ft (98 m)  | レトロモダン            |
|      | PNCパーク PNC Park                                                             | 38,362    | ペンシルベニア州 ピッツバーグ          | 天然 | ピッツバーグ・パイレーツ                               | 2001    | 左翼 - 325 ft (99 m) 中堅 - 399 ft (122 m) 右翼 - 320 ft (98 m)   | レトロクラシック        |
|      | プログレッシブ・フィールド Progressive Field                                   | 37,675    | オハイオ州 クリーブランド              | 天然 | クリーブランド・ガーディアンズ                         | 1994    | 左翼 - 325 ft (99 m) 中堅 - 405 ft (123 m) 右翼 - 325 ft (99 m)   | レトロモダン            |
|      | オークランド・アラメダ・カウンティ・コロシアム Oakland-Alameda County Coliseum | 35,067    | カリフォルニア州 オークランド          | 天然 | オークランド・アスレチックス                           | 1966    | 左翼 - 330 ft (100 m) 中堅 - 400 ft (120 m) 右翼 - 330 ft (100 m) | 多目的                  |
|      | ロジャーズ・センター Rogers Centre                                             | 49,282    | オンタリオ州 トロント                  | 人工 | トロント・ブルージェイズ                               | 1989    | 左翼 - 328 ft (100 m) 中堅 - 400 ft (120 m) 右翼 - 328 ft (100 m) | 多目的 開閉式屋根       |
|      | ターゲット・フィールド Target Field                                            | 39,021    | ミネソタ州 ミネアポリス                | 天然 | ミネソタ・ツインズ                                     | 2010    | 左翼 - 339 ft (103 m) 中堅 - 404 ft (123 m) 右翼 - 328 ft (100 m) | レトロモダン            |
|      | T-モバイル・パーク T-Mobile Park                                               | 47,574    | ワシントン州 シアトル                  | 天然 | シアトル・マリナーズ                                   | 1999    | 左翼 - 331 ft (101 m) 中堅 - 401 ft (122 m) 右翼 - 327 ft (100 m) | レトロモダン 開閉式屋根 |
|      | トロピカーナ・フィールド Tropicana Field                                       | 31,042    | フロリダ州 セントピーターズバーグ      | 人工 | タンパベイ・レイズ                                     | 1990    | 左翼 - 315 ft (96 m) 中堅 - 404 ft (123 m) 右翼 - 322 ft (98 m)   | 多目的 密閉型ドーム     |
|      | トゥルーイスト・パーク Truist Park                                             | 41,500    | ジョージア州 カンバーランド            | 天然 | アトランタ・ブレーブス                                 | 2017    | 左翼 - 335 ft (102 m) 中堅 - 400 ft (120 m) 右翼 - 325 ft (99 m)  | レトロモダン            |
|      | リグレー・フィールド Wrigley Field                                             | 42,495    | イリノイ州 シカゴ                      | 天然 | シカゴ・カブス                                         | 1914    | 左翼 - 355 ft (108 m) 中堅 - 400 ft (120 m) 右翼 - 353 ft (108 m) | ジュエルボックス        |
|      | ヤンキー・スタジアム Yankee Stadium                                            | 49,642    | ニューヨーク州 ニューヨーク ブロンクス | 天然 | ニューヨーク・ヤンキース ニューヨーク・シティFC（MLS） | 2009    | 左翼 - 318 ft (97 m) 中堅 - 408 ft (124 m) 右翼 - 314 ft (96 m)   | レトロクラシック        |

| 球場名                                           | 収容人数 | 所在地              | 芝   | 本拠地チーム                 | 開場予定年 | 球場デザイン |
| ------------------------------------------------ | -------- | ------------------- | ---- | ---------------------------- | ---------- | ------------ |
| ニューラスベガススタジアム New Las Vegas Stadium | 30,000   | ネバダ州 パラダイス | 天然 | オークランド・アスレチックス | 2027       | 開閉式屋根   |

## 過去のMLB本拠地球場
過去にMLBで本拠地として利用していたチームにはナショナルリーグ (NL) 、アメリカンリーグ (AL)含め、19世紀に消滅したリーグ、アメリカン・アソシエーション（AA, 1882年 – 1891年）、ユニオン・アソシエーション（UA, 1884年）、プレイヤーズ・リーグ（PL, 1890年）と、20世紀初頭に消滅したフェデラル・リーグ（FL, 1914年 – 1915年）が含まれる。
特別な表記がない限り、全ての球場は天然芝に分類される。
| dagger                                    | 人工芝の球場                        |
| Stadium is still open but not used by MLB | 現存しているがMLBでは利用していない |

| 都市                                       | 球場名 | MLBチーム（リーグ・利用期間） | 開場年 | 閉場年                                    | 特記事項・脚注                            |
| ------------------------------------------ | --- | --- | ------ | ----------------------------------------- | ----------------------------------------- |
| アルトゥーナ                               | コロンビア・パーク | アルトゥーナ・マウンテンシティ (UA, 1884) | 1884   |                                           | [ 19 ]                                    |
| アトランタ                                 | アトランタ・フルトン・カウンティ・スタジアム                                                                                              | アトランタ・ブレーブス (NL, 1966–1996) | 1965   | 1996                                      |                                           |
| アトランタ                                 | ターナー・フィールド | アトランタ・ブレーブス (NL, 1997-2016) | 1997   | 2016                                      | [ 20 ]                                    |
| ボルチモア                                 | ニュウィングトン・パーク | ボルチモア・オリオールズ (AA, 1882) |        |                                           |                                           |
| ボルチモア                                 | ハンティントン・アベニュー・パーク オリオール・パーク (I)                                                                                 | ボルチモア・オリオールズ (AA, 1882–1889) |        |                                           |                                           |
| ボルチモア                                 | ベルエア・ロット | ボルチモア・モニュメンタルズ (UA, 1884) |        |                                           |                                           |
| ボルチモア                                 | オリオール・パーク (II) | ボルチモア・オリオールズ (AA, 1890–1891) | 1890   |                                           |                                           |
| ボルチモア                                 | ユニオン・パーク オリオール・パーク (III)                                                                                                 | ボルチモア・オリオールズ (AA, 1891) ボルチモア・オリオールズ (NL, 1892–1899) | 1891   |                                           |                                           |
| ボルチモア                                 | オリオール・パーク (IV) | ボルチモア・オリオールズ (AL, 1901–1902) | 1901   | 1915                                      |                                           |
| ボルチモア                                 | テラピン・パーク オリオール・パーク (V)                                                                                                   | ボルチモア・テラピンズ (FL, 1914–1915) | 1914   | 1944                                      |                                           |
| ボルチモア                                 | メモリアル・スタジアム | ボルチモア・オリオールズ (AL, 1954–1991) | 1922   | 1998                                      |                                           |
| ボストン                                   | サウス・エンド・グラウンズ ワルプール・ストリート・グラウンズ                                                                             | ボストン・ビーンイーターズ/ブレーブス (NL, 1876–1914) | 1871   | 1914                                      |                                           |
| ボストン                                   | ダートマウス・グラウンズ | ボストン・レッズ (UA, 1884) |        |                                           | [ 19 ]                                    |
| ボストン                                   | コングレス・ストリート・グラウンズ | ボストン・レッズ (PL, 1890) ボストン・レッズ (AA, 1891) ボストン・ビーンイーターズ (NL, 1894)                                                                                           | 1890   | 1894                                      |                                           |
| ボストン                                   | ハンティントン・アベニュー・グラウンズ | ボストン・レッドソックス (AL, 1901–1911) | 1901   | 1911                                      |                                           |
| ボストン                                   | ブレーブス・フィールド ザ・ビー・ハイブ                                                                                                   | ボストン・ブレーブス/ビーズ (NL, 1915–1952) | 1915   | 1952                                      | 現在はニッカーソン・フィールド            |
| バッファロー                               | リバーサイド・パーク | バッファロー・バイソンズ (NL, 1879–1883) | 1878   | 1883                                      |                                           |
| バッファロー                               | オリンピック・パーク (I) | バッファロー・バイソンズ (NL, 1884–1885) | 1884   | 1888                                      |                                           |
| バッファロー                               | オリンピック・パーク (II) | バッファロー・バイソンズ (PL, 1890) | 1890   |                                           |                                           |
| バッファロー                               | インターナショナル・フェア・アソシエーション・グラウンズ                                                                                  | バッファロー・ブルース (FL, 1914–1915) | 1914   |                                           |                                           |
| シカゴ                                     | レイク・フロント・パーク ユニオン・ベースボール・グラウンズ                                                                               | シカゴ・ホワイトストッキングス (NL, 1878–1884) | 1871   | 1884                                      | 現在はグラント・パーク                    |
| シカゴ                                     | 23rdストリート・グラウンズ | シカゴ・ホワイトストッキングス (NL, 1876–1877) | 1872   | 1877                                      |                                           |
| シカゴ                                     | サウス・サイド・パーク (I) | シカゴ・ブラウンズ (UA, 1884) | 1884   |                                           |                                           |
| シカゴ                                     | ウエスト・サイド・パーク (I) | シカゴ・ホワイトストッキングス (NL, 1885–1891) | 1885   | 1891                                      |                                           |
| シカゴ                                     | サウス・サイド・パーク (II) | シカゴ・パイレーツ (PL, 1890) シカゴ・ホワイトストッキングス (NL, 1891–1892) | 1890   |                                           |                                           |
| シカゴ                                     | サウス・サイド・パーク (III) 39thストリート・グラウンズ                                                                                   | シカゴ・ホワイトソックス (AL, 1901–1910) | 1893   | 1940                                      |                                           |
| シカゴ                                     | ウエスト・サイド・パーク (II) | シカゴ・カブス (NL, 1894–1915) | 1894   | 1920                                      |                                           |
| シカゴ                                     | コミスキー・パーク ホワイトソックス・パーク                                                                                               | シカゴ・ホワイトソックス (AL, 1910–1990) | 1910   | 1990                                      |                                           |
| シンシナティ                               | アベニュー・グラウンズ ブライトン・パーク                                                                                                 | シンシナティ・レッズ (NL, 1876–1879) |        |                                           |                                           |
| シンシナティ                               | バンク・ストリート・グラウンズ | シンシナティ・レッズ (NL, 1880) シンシナティ・レッズ (AA, 1882–1883) シンシナティ・アウトローレッズ (UA, 1884)                                                                          |        |                                           |                                           |
| シンシナティ                               | リーグ・パーク アメリカン・パーク | シンシナティ・レッズ (AA, 1884–1889) シンシナティ・レッズ (NL, 1890–1901) | 1884   | 1901                                      |                                           |
| シンシナティ                               | イースト・エンド・パーク ペンドルトン・パーク                                                                                             | シンシナティ・ポーカーズ (AA, 1891) | 1891   | 1907?                                     |                                           |
| シンシナティ                               | パレス・オブ・ザ・ファンズ | シンシナティ・レッズ (NL, 1902–1911) | 1902   | 1911                                      |                                           |
| シンシナティ                               | クロスリー・フィールド レッドランド・フィールド                                                                                           | シンシナティ・レッズ (NL, 1912–1970) | 1912   | 1970                                      |                                           |
| シンシナティ                               | リバーフロント・スタジアム シナジー・フィールド                                                                                           | シンシナティ・レッズ (NL, 1970–2002) | 1970   | 2002                                      | 人工芝 (1970–2000)                        |
| クリーブランド                             | ケナード・ストリート・パーク | クリーブランド・ブルース (NL, 1879–1884) |        |                                           |                                           |
| クリーブランド                             | ナショナル・リーグ・パーク | クリーブランド・スパイダーズ (AA, 1887–1888) クリーブランド・スパイダーズ (NL, 1889–1890)                                                                                               |        |                                           |                                           |
| クリーブランド                             | ブラザーフット・パーク | クリーブランド・インファンツ (PL, 1890) |        |                                           |                                           |
| クリーブランド                             | リーグ・パーク | クリーブランド・スパイダーズ (NL, 1891–1899) クリーブランド・インディアンス (AL, 1901–1946)                                                                                             | 1891   | 1946                                      |                                           |
| クリーブランド                             | クリーブランド・スタジアム レイクフロント・スタジアム ミュニシパル・スタジアム                                                            | クリーブランド・インディアンス (AL, 1932–1993) | 1932   | 1995                                      |                                           |
| コロンバス                                 | レクレーション・パーク | コロンバス・バックアイズ (AA, 1883–1884) コロンバス・ソロンズ (AA, 1889–1891) | 1883   | 1897                                      |                                           |
| ダラス–フォートワース (アーリントン)       | アーリントン・スタジアム | テキサス・レンジャーズ (AL, 1972–1993) | 1965   | 1993                                      |                                           |
| ダラス–フォートワース (アーリントン)       | グローブライフ・パーク・イン・アーリントン                                                                                                | テキサス・レンジャーズ(AL, 1994–2019) | 1994   |                                           |                                           |
| デンバー                                   | マイル・ハイ・スタジアム | コロラド・ロッキーズ (NL, 1993–1994) | 1948   | 2001                                      |                                           |
| デトロイト                                 | レクレーション・パーク | デトロイト・ウルバリンズ (NL, 1881–1888) | 1881   | 1894                                      |                                           |
| デトロイト                                 | ベネット・パーク | デトロイト・タイガース (AL, 1901–1911) | 1896   | 1911                                      |                                           |
| デトロイト                                 | タイガー・スタジアム ブリッグス・スタジアム ネビン・フィールド                                                                            | デトロイト・タイガース (AL, 1912–1999) | 1912   | 2008                                      |                                           |
| ハートフォード                             | ハートフォード・ボールクラブ・グラウンズ                                                                                                  | ハートフォード・ダークブルース (NL, 1876) | 1874   |                                           |                                           |
| ヒューストン                               | コルト・スタジアム | ヒューストン・コルト45s (NL, 1962–1964) | 1962   | 1964                                      |                                           |
| ヒューストン                               | ヒューストン・アストロドーム | ヒューストン・アストロズ (NL, 1965–1999) | 1965   | 2008                                      | 人工芝 (1966–1999) 2014年歴史登録財に登録 |
| インディアナポリス                         | サウス・ストリート・パーク | インディアナポリス・ブルース (NL, 1878) |        |                                           |                                           |
| インディアナポリス                         | ティンカー・パーク アスレチック・パーク セブンス・ストリート・パーク                                                                      | インディアナポリス・フージャーズ (AA, 1884) |        |                                           |                                           |
| インディアナポリス                         | フェデラル・リーグ・パーク | インディアナポリス・フージャーズ (FL, 1914) | 1913   | 1916                                      |                                           |
| カンザスシティ                             | アソシエーション・パーク | カンザスシティ・カウボーイズ (UA, 1884) カンザスシティ・カウボーイズ (NL, 1886) カンザスシティ・カウボーイズ (AA, 1888)                                                                 |        |                                           |                                           |
| カンザスシティ                             | エクスポジション・パーク | カンザスシティ・カウボーイズ (AA, 1888–1889) |        |                                           |                                           |
| カンザスシティ                             | ゴールデン・アンド・コッペル・フィールド                                                                                                  | カンザスシティ・パッカーズ (FL, 1914–1915) |        |                                           |                                           |
| カンザスシティ                             | カンザスシティ・ミュニシパル・スタジアム                                                                                                  | カンザスシティ・アスレチックス (AL, 1955–1967) カンザスシティ・ロイヤルズ (AL, 1969–1972)                                                                                               | 1925   | 1972                                      |                                           |
| ロサンゼルス                               | ロサンゼルス・メモリアル・コロシアム | ロサンゼルス・ドジャース (NL, 1958–1961) | 1923   | Stadium is still open but not used by MLB |                                           |
| ロサンゼルス                               | ロサンゼルス・リグレー・フィールド | ロサンゼルス・エンゼルス (AL, 1961) | 1925   | 1961                                      |                                           |
| ルイビル                                   | ルイビル・ベースボール・パーク | ルイビル・グレイズ (NL, 1876–1877) |        |                                           |                                           |
| ルイビル                                   | エクリプス・パーク (I) | ルイビル・エクリプス (AA, 1882–1884) ルイビル・カーネルズ (AA, 1885–1891) ルイビル・カーネルズ (NL, 1892)                                                                               | 1874   | 1893                                      |                                           |
| ルイビル                                   | エクリプス・パーク (II) | ルイビル・カーネルズ (NL, 1893–1893) | 1893   | 1899                                      |                                           |
| マイアミガーデンズ                         | サンライフ・スタジアム ランドシャーク・スタジアム ドルフィン(ズ)・スタジアム プロプレイヤー・スタジアム/パーク ジョー・ロビー・スタジアム | フロリダ・マーリンズ (NL, 1993–2011) | 1987   | Stadium is still open but not used by MLB |                                           |
| ミルウォーキー                             | エクリプス・パーク | ミルウォーキー・グレイズ (NL, 1878) |        |                                           |                                           |
| ミルウォーキー                             | ライト・ストリート・グラウンズ | ミルウォーキー・ブルワーズ (UA, 1884) | 1884   |                                           |                                           |
| ミルウォーキー                             | アスレチック・パーク ボルヒェルト・フィールド                                                                                             | ミルウォーキー・ブルワーズ (AA, 1881) | 1887   | 1952                                      |                                           |
| ミルウォーキー                             | ロイド・ストリート・グラウンズ | ミルウォーキー・ブルワーズ (AL, 1901) | 1895   | 1903                                      |                                           |
| ミルウォーキー                             | ミルウォーキー・カウンティ・スタジアム | ミルウォーキー・ブレーブス (NL, 1953–1965) ミルウォーキー・ブルワーズ (AL, 1970–1997) ミルウォーキー・ブルワーズ (NL, 1998–2000)                                                        | 1953   | 2000                                      |                                           |
| ミネアポリス-セントポール (ブルーミントン) | メトロポリタン・スタジアム | ミネソタ・ツインズ (AL, 1961–1981) | 1956   | 1981                                      | [ 19 ]                                    |
| ミネアポリス-セントポール (ミネアポリス)   | ヒューバート・H・ハンフリー・メトロドーム                                                                                                 | ミネソタ・ツインズ (AL, 1982–2009) | 1982   | 2013                                      |                                           |
| ミネアポリス-セントポール (セントポール)   | フォート・ストリート・グラウンズ | セントポール・ホワイトキャップス (UA, 1884) |        |                                           |                                           |
| モントリオール                             | ジェリー・パーク | モントリオール・エクスポズ (NL, 1969–1976) | 1969   | 1976                                      | 現在はユニプリックス・スタジアム          |
| モントリオール                             | オリンピック・スタジアム | モントリオール・エクスポズ (NL, 1977–2004) | 1976   | Stadium is still open but not used by MLB | 人工芝 (1977-2004)                        |
| ニューアーク                               | ハリソン・パーク | ニューアーク・ペッパーズ (FL, 1915) | 1915   | 1923                                      |                                           |
| ニューヨーク (ブロンクス)                  | ヤンキー・スタジアム (I) | ニューヨーク・ヤンキース (AL, 1923–1973, 1976–2008) | 1923   | 2008                                      |                                           |
| ニューヨーク (ブルックリン)                | ユニオン・グラウンズ | ブルックリン・ハートフォーズ (NL, 1877) | 1862   | 1883                                      |                                           |
| ニューヨーク (ブルックリン)                | ワシントン・パーク | ブルックリン・ドジャース (AA, 1884) ブルックリン・ドジャース (NL, 1884–1891, 1898–1912) ブルックリン・ティップトップス (FL, 1914–1915)                                                  | 1883   | 1915                                      |                                           |
| ニューヨーク (ブルックリン)                | イースタン・パーク | ブルックリン・ワンダーズ (PL, 1890) ブルックリン・(ブライド)グルームス (NL, 1891–1897)                                                                                                  | 1890   |                                           |                                           |
| ニューヨーク (ブルックリン)                | エベッツ・フィールド | ブルックリン・ドジャース/ロビンス (NL, 1913–1957) | 1913   | 1957                                      |                                           |
| ニューヨーク (マンハッタン)                | ポロ・グラウンズ (I) | ニューヨーク・ジャイアンツ (NL, 1883–1888) ニューヨーク・メトロポリタンズ (AA, 1883–1885)                                                                                               | 1880   | 1888                                      |                                           |
| ニューヨーク (マンハッタン)                | メトロポリタン・パーク | ニューヨーク・メトロポリタンズ (AA, 1884) | 1884   | 1884                                      |                                           |
| ニューヨーク (マンハッタン)                | ポロ・グラウンズ (II) | ニューヨーク・ジャイアンツ (NL, 1889–1890) | 1889   | 1910                                      |                                           |
| ニューヨーク (マンハッタン)                | ポロ・グラウンズ (III) | ニューヨーク・ジャイアンツ (PL, 1890) ニューヨーク・ジャイアンツ (NL, 1891–1957) ニューヨーク・ヤンキース (AL, 1913–1922) ニューヨーク・メッツ (NL, 1962–1963)                          | 1890   | 1963                                      |                                           |
| ニューヨーク (マンハッタン)                | ヒルトップ・パーク | ニューヨーク・ヤンキース (AL, 1903–1912) | 1903   | 1914                                      |                                           |
| ニューヨーク (クイーンズ)                  | リッジウッド・パーク | ブルックリン・ブライドグルームス/グレイス (AA, 1886–1889) ブルックリン・グラディエイターズ (AA, 1890)                                                                                   | 1883   | 1959                                      |                                           |
| ニューヨーク (クイーンズ)                  | シェイ・スタジアム | ニューヨーク・メッツ (NL, 1964–2008) ニューヨーク・ヤンキース (AL, 1974–1975) | 1964   | 2008                                      |                                           |
| ニューヨーク (スタテンアイランド)          | セント・ジョージ・クリケット・グラウンズ                                                                                                  | ニューヨーク・メトロポリタンズ (AA, 1886–1887) ニューヨーク・ジャイアンツ (NL, 1889) | 1886   |                                           |                                           |
| フィラデルフィア                           | ジェファーソン・ストリート・グラウンズ アスレチックス・パーク                                                                             | フィラデルフィア・アスレチックス (NL, 1876) フィラデルフィア・アスレチックス (AA, 1883–1890)                                                                                            | 1871   |                                           |                                           |
| フィラデルフィア                           | オークデール・パーク | フィラデルフィア・アスレチックス (AA, 1882) | 1882   |                                           |                                           |
| フィラデルフィア                           | レクリエーション・パーク | フィラデルフィア・クエイカーズ (NL, 1883–1886) |        |                                           |                                           |
| フィラデルフィア                           | キーストーン・パーク | フィラデルフィア・キーストーンズ (UA, 1884) |        |                                           |                                           |
| フィラデルフィア                           | ベイカー・ボウル | フィラデルフィア・フィリーズ/クエイカーズ (NL, 1887–1938) | 1887   | 1938                                      |                                           |
| フィラデルフィア                           | フォアポウ・パーク | フィラデルフィア・クエーカーズ (PL, 1890) フィラデルフィア・アスレチックス (AA, 1891)                                                                                                   |        |                                           |                                           |
| フィラデルフィア                           | コロンビア・パーク | フィラデルフィア・アスレチックス (AL, 1901–1908) | 1901   | 1908                                      |                                           |
| フィラデルフィア                           | シャイブ・パーク コニー・マック・スタジアム                                                                                               | フィラデルフィア・アスレチックス (AL, 1909–1954) フィラデルフィア・フィリーズ (NL, 1938–1970)                                                                                           | 1909   | 1970                                      |                                           |
| フィラデルフィア                           | ベテランズ・スタジアム | フィラデルフィア・フィリーズ (NL, 1971–2003) | 1971   | 2003                                      |                                           |
| ピッツバーグ                               | エクスポジション・パーク (I) | ピッツバーグ・アルゲニーズ (AA, 1882) | 1882   | 1882                                      |                                           |
| ピッツバーグ                               | エクスポジション・パーク (II) | ピッツバーグ・アルゲニーズ (AA, 1883) ピッツバーグ・ストージース (UA, 1884) | 1883   |                                           |                                           |
| ピッツバーグ                               | レクリエーション・パーク | ピッツバーグ・アルゲニーズ (AA, 1884–1886) ピッツバーグ・アルゲニーズ (NL, 1887–1890)                                                                                                   | 1876   | 1904                                      |                                           |
| ピッツバーグ                               | エクスポジション・パーク (III) | ピッツバーグ・バーガーズ (PL, 1890) ピッツバーグ・パイレーツ (NL, 1891–1909) ピッツバーグ・レーベルズ (FL, 1914–1915)                                                                   | 1890   | 1915                                      |                                           |
| ピッツバーグ                               | フォーブス・フィールド | ピッツバーグ・パイレーツ (NL, 1909–1970) | 1909   | 1970                                      |                                           |
| ピッツバーグ                               | スリー・リバース・スタジアム | ピッツバーグ・パイレーツ (NL, 1970–2000) | 1970   | 2000                                      |                                           |
| プロビデンス                               | メッサー・ストリート・グラウンズ | プロビデンス・グレイズ (NL, 1878–1885) | 1878   | 1887                                      |                                           |
| リッチモンド                               | アレン・パストゥルー | リッチモンド・バージニアンズ (AA, 1884) |        |                                           |                                           |
| ロチェスター                               | カルバー・フィールド | ロチェスター・ブロンコス (AA, 1890) | 1886   | 1907                                      |                                           |
| セントルイス                               | スポーツマンズ・パーク ブッシュ・スタジアム (I)                                                                                           | セントルイス・ブラウンズ/ブラウンストッキングス (AA, 1882–1891) セントルイス・ブラウンズ (NL, 1892) セントルイス・ブラウンズ (AL, 1902–1953) セントルイス・カージナルス (NL, 1920–1966) | 1881   | 1966                                      |                                           |
| セントルイス                               | ユニオン・グラウンズ | セントルイス・マルーンズ (UA, 1884) セントルイス・マルーンズ (NL, 1885–1886) | 1884   | 1888                                      |                                           |
| セントルイス                               | ロビソン・フィールド ニュー・スポーツマンズ・パーク                                                                                       | セントルイス・カージナルス/ブラウンズ (NL, 1893–1920) | 1893   | 1926                                      |                                           |
| セントルイス                               | ハンドランズ・パーク | セントルイス・テリアズ (FL, 1914–1915) | 1914   | 1920                                      |                                           |
| セントルイス                               | ブッシュ・メモリアル・スタジアム ブッシュ・スタジアム (II)                                                                                | セントルイス・カージナルス (NL, 1966–2005) | 1966   | 2005                                      | 人工芝 (1970–1995)                        |
| サンディエゴ                               | クアルコム・スタジアム ジャック・マーフィー・スタジアム サンディエゴ・スタジアム                                                          | サンディエゴ・パドレス (NL, 1969–2003) | 1967   | Stadium is still open but not used by MLB |                                           |
| サンフランシスコ                           | シールズ・スタジアム | サンフランシスコ・ジャイアンツ (NL, 1958–1959) | 1931   | 1959                                      |                                           |
| サンフランシスコ                           | キャンドルスティック・パーク モンスター・パーク サンフランシスコ・スタジアム 3Comパーク                                                   | サンフランシスコ・ジャイアンツ (NL, 1960–1999) | 1960   | 2013                                      |                                           |
| サンフアン                                 | ヒラム・ビソーン・スタジアム | モントリオール・エクスポズ (NL, 2003–2004) | 1962   |                                           | 22試合ホームゲーム開催                    |
| シアトル                                   | シックズ・スタジアム | シアトル・パイロッツ (AL, 1969) | 1932   | 1976                                      |                                           |
| シアトル                                   | キングドーム | シアトル・マリナーズ (AL, 1977–1999) | 1976   | 2000                                      |                                           |
| シラキュース                               | ニューエル・パーク | シラキュース・スターズ (NL, 1879) |        |                                           |                                           |
| シラキュース                               | スター・パーク | シラキュース・スターズ (AA, 1890) |        |                                           |                                           |
| トレド                                     | リーグ・パーク | トレド・ブルーストッキングス (AA, 1884) |        |                                           |                                           |
| トレド                                     | スペランザ・パーク | トレド・マウミーズ (AA, 1890) |        |                                           |                                           |
| トロント                                   | エキシビション・スタジアム | トロント・ブルージェイズ (AL, 1977–1989) | 1959   | 1989                                      | 現在はBMOフィールド                       |
| トロイ                                     | パットナム・グラウンズ | トロイ・トロージャンズ (NL, 1879) |        |                                           |                                           |
| トロイ                                     | ハイメーカーズ・グラウンズ | トロイ・トロージャンズ (NL, 1880–1881) |        |                                           |                                           |
| トロイ                                     | トロイ・ボールクラブ・グラウンズ | トロイ・トロージャンズ (NL, 1882) |        |                                           |                                           |
| ワシントンD.C.                             | アスレチック・パーク | ワシントン・ナショナルズ (AA, 1884) |        |                                           |                                           |
| ワシントンD.C.                             | キャピトル・グラウンズ キャピタル・パーク (I)                                                                                             | ワシントン・ナショナルズ (UA, 1884) |        |                                           |                                           |
| ワシントンD.C.                             | スワンプードル・グラウンズ キャピタル・パーク (II)                                                                                        | ワシントン・ナショナルズ (NL, 1886–1889) |        |                                           |                                           |
| ワシントンD.C.                             | バウンダリー・フィールド ナショナル・パーク (I) ナショナル・パーク (III)                                                                  | ワシントン・ステイツメン (AA, 1891) ワシントン・セネタース (NL, 1892–1899) ワシントン・セネタース (AL, 1903–1910)                                                                       | 1891   | 1911                                      |                                           |
| ワシントンD.C.                             | アメリカン・リーグ・パーク ナショナル・パーク (II)                                                                                        | ワシントン・セネタース (AL, 1901–1902) | 1901   | 1926                                      |                                           |
| ワシントンD.C.                             | グリフィス・スタジアム ナショナル・パーク (IV)                                                                                            | ワシントン・セネタース (AL, 1911–1960) ワシントン・セネタース (AL, 1961) | 1911   | 1961                                      |                                           |
| ワシントンD.C.                             | RFKメモリアル・スタジアム D.C.スタジアム                                                                                                  | ワシントン・セネタース (AL, 1962–1971) ワシントン・ナショナルズ (NL, 2005–2007) | 1961   | Stadium is still open but not used by MLB |                                           |
| ウィルミントン                             | ユニオン・ストリート・パーク | ウィルミントン・クイックステップス (UA, 1884) |        |                                           |                                           |
| ウースター                                 | ウースター・アグリカルチュラル・フェアグラウンズ ウースター・ドライビングパーク・グラウンズ                                               | ウースター・ルビーレッグス (NL, 1880–1882) |        |                                           |                                           |

1. ↑  ドジャー・スタジアムは、1962年から1965年までロサンゼルス・エンゼルス・オブ・アナハイムも本拠地として利用。
2. ↑  フェンウェイ・パークは、1914年と1915年ボストン・ブレーブスがブレーブス・フィールドと併用。
3. ↑  オークランド・アラメダ・カウンティ・コロシアムはNFLのオークランド・レイダースの本拠地として1966年開場。オークランド・アスレチックスは1968年から利用。
4. ↑  リグレー・フィールドは、1914年シカゴ・ホエールズ (フェデラルリーグ)が利用。シカゴ・カブスは1916年から利用。
5. ↑  実際のチーム名はドジャースではなく、アトランティックス (1884年)、グレイス (1885年 - 1887年)、ブライドグルームス (1888年 - 1890年)、グルームス (1891年)、トロリードジャース (1911年 - 1912年)、ブライドグルームス (1898年)、スーパーバス (1899年 - 1910年)